# Kasteel Coppens
Het Kasteel Coppens (ook: Kasteel Zwaenhoek of Kasteel Piers de Raveschoot) is een voormalig kasteel in de Oost-Vlaamse plaats Melle, gelegen aan de Brusselsesteenweg 165.

## Geschiedenis
Deze neoclassicistische buitenplaats werd in 1833 gebouwd in opdracht van C. Coppens naar ontwerp van Louis Minard. Van het derde kwart der 19e eeuw tot in de 20e eeuw was het in bezit van de familie Piers de Raveschoot. In 1937 kwam het in bezit van het Rijksinstituut voor Tuinbouw. In 1949 werd een vleugel met klaslokalen aangebouwd aan de eigenlijke buitenplaats.

## Gebouw
Het domein wordt betreden via een toegangshek waartoe pilaren van de Gentse Sint-Lievenspoort werden gebruikt, en wel de octrooipoort die in 1810 werd gebouwd ter vervanging van de oudere poort, maar in 1860 werd gesloopt. De pilaren zijn in empirestijl uitgevoerd.
Het interieur omvat een cirkelvormig trappenhuis, salons in neostijlen zoals Vlaamse neorenaissance en neo-Lodewijk XVI-stijl.
Verder is er een oranjerie van 1833, een koetshuis en paardenstallen.

## Domein
Het domein meet 14 ha en omvat een afgesneden Scheldemeander. Binnen deze meander werden opgravingen verricht die overblijfselen van de Abdij Nieuwenbosch aan het licht brachten. Deze abdij bevond zich, voordat de bocht werd afgesneden, in de tegenoverliggende plaats Heusden.